# Vijayanta
Vijayanta (segraren) är en stridsvagn byggd på licens i Indien sedan 1964. Stridsvagnen är baserad på Vickers MBT Mk 1.

## Bakgrund
Vickers MBT Mk 1 utvecklades Vickers som ett privat projekt, då Chieftain upplevdes som för dyr för vissa potentiella exportländer. Det är oklart hur många stridsvagnar som totalt kom att tillverkas, men många källor är överens om att vid 2000-talets början fanns över 1 000 vagnar kvar i olika grader av beredskap.

## Motorproblem
Den ursprungliga Leyland-motorn, som är underhållskrävande och känslig för störningar, ansågs snart vara för liten för ett fordon av den här storleksklassen, något som ledde till att Vickers valde en Detroit Diesel-motor för sina senare varianter av vagnen. På grund av det dåliga dragkraft/vikt-förhållandet var även stridsvagnens terrängframkomlighet dålig. För att råda bot på detta har genom åren utprovningar av fyra olika motorer som möjliga ersättare för Leyland-motorn genomförts. Inget av dessa projekt resulterade dock i några omfattande ombyggnadsprogram.

## Moderniseringsprogram
För att upprätthålla stridsvagnarnas stridsvärde har fortlöpande moderniseringar gjorts. Det första var inköpet och licenstillverkningen av Marconis SFCS 600-eldledningssystem 1981. Ett modernare systemet vid namn BEL började också användas, och bägge systemen användes länge parallellt, det förstnämnda på stridsvagnar med beteckningen Mk 1A och den senare på vagnar med beteckningen Mk 1B. Ett jugoslaviskt system med beteckningen SUV-T55A har också nämnts i samband med Vijayanta, möjligen som en del i det förkastade Bison-projektet. Detta projekt, lanserat 1981 och avbrutet sex år senare, skulle ha inneburit en större ombyggnad av fordonen, med ny motor, förnyat pansarskydd, nya navigeringssystem och nytt eldledningssystem. Projektet blev återigen aktuellt i början på 1990-talet då Arjun-projektet drabbades av nya förseningar, men verkar inte heller denna gång ha lett till några större beställningar.
Fordonen är numera utrustade med ett modernt kompositpansar vid namn Kanchan utvecklat för Arjun.

## Tjänstgöring
Den första vagnen antogs i indisk tjänst 1967, och olika varianter av fordonet har tjänat i skilda förband. Inga indisk-tillverkade vagnar har exporterats, då Vickers innehar licensen till grundkonstruktionen. Sedan mitten av 1990-talet har vagnarna sakta tagits ur bruk, för att avskrivas helt ur den indiska arméns organisation under 2008. Ett antal har förflyttats till infanteribataljoner för att ge förband grupperade i försvarsställningar längs de internationella gränserna ökad eldkraft. Underhåll börjar bli ett allvarligt problem, då tillverkningen av reservdelar upphörde 1989.

## Konflikter
I kriget 1971 hade Indien tillgång till ungefär 300 Vijayntas, som tillsammans med ungefär 450 ryska vagnar utgjorde den huvudsakliga beväpningen av Indiens pansartrupper. På grund av antalet Viajyantas i bruk spelade de också en stor roll i kriget.
Vijayanta användes vid Operation Blue Star, Massakern i Gyllene templet, där åtta vagnar sköt cirka åttio 105 mm granater mot Akal Takht.
Vijayantas sista större insats i strid blev Kargil-konflikten, där den deltog tillsammans med modernare konstruktioner.

## Varianter
Catapult är en bandkanon konstruerad i Indien på ett förlängt Vijayanta-chassi. Pjäsen är en sovjetisk M-46 med 130 mm kaliber. Ett hundratal tros vara tillverkade.
Kartik är en broläggare, även den baserad på ett förlängt chassi. Bron, en av de bredaste stridsvagnsburna broarna i världen, är tjugo meter lång och har kapacitet att bära alla fordon i den indiska armén, inklusive Arjun-vagnar.